# Museu Nacional do Bardo

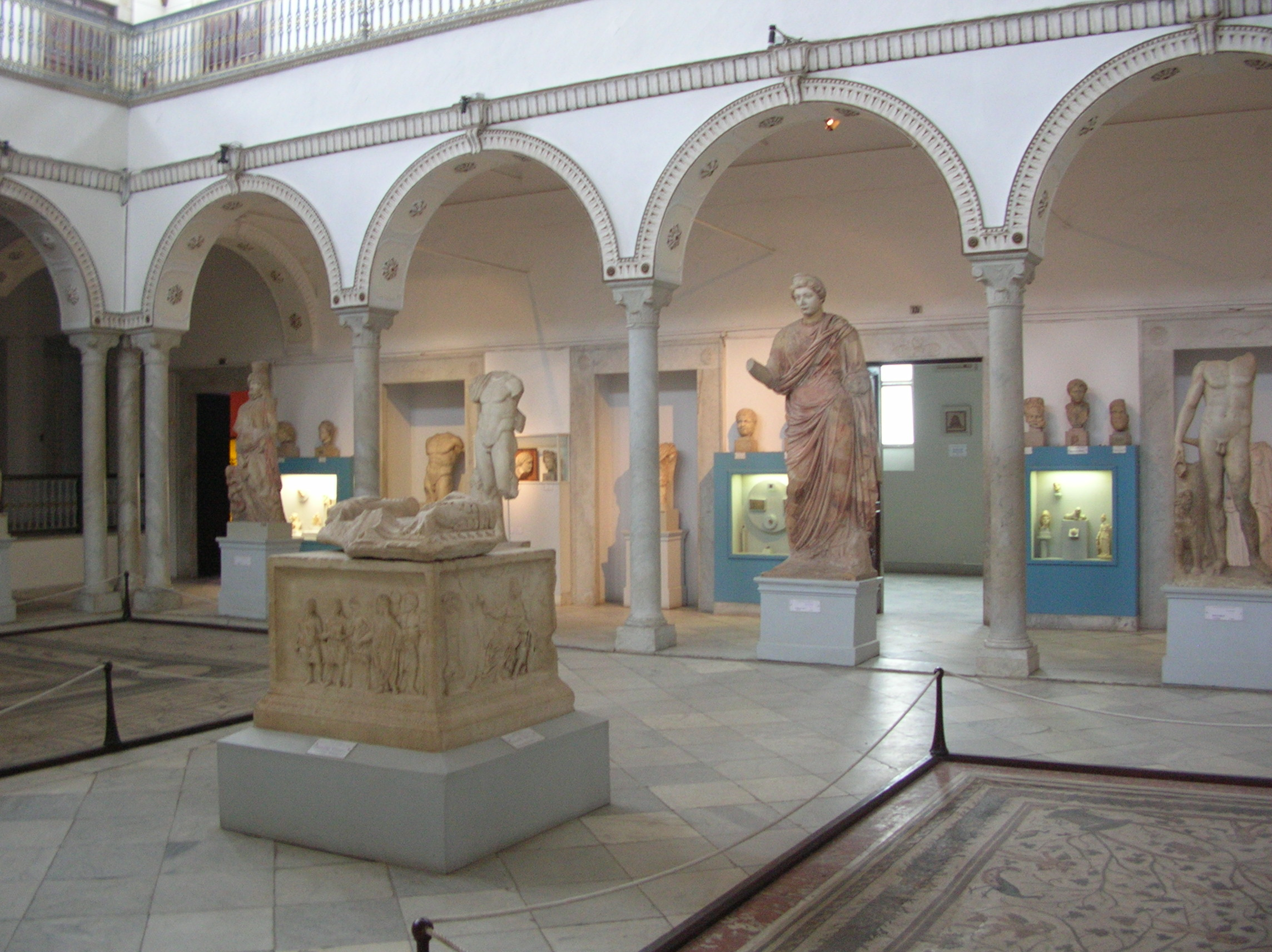
Interior do Museu Nacional do Bardo em 2005

Museu Nacional do Bardo (em árabe: المتحف الوطني بباردو; em francês:  Musée national du Bardo) é um museu localizado em Túnis, capital da Tunísia.
O edifício da instituição foi originalmente um palácio do século XIX de um Bei, localizado nos subúrbios da cidade. O local contém uma importante coleção de mosaicos romanos e outras antiguidades da Grécia Antiga, da Tunísia e do período islâmico. O museu também exibe objetos que vão de artefatos pré-históricos até joalharias modernas.

## Ataque terrorista
Em 18 de março de 2015 pelo menos 21 turistas estrangeiros e um tunisiano foram mortos depois que homens armados atacaram o museu em Tunis. Cidadãos britânicos, alemães, italianos, franceses, espanhóis, poloneses e colombianos estavam entre aqueles tomados como reféns, uma rádio local havia relatado.

## Galeria de imagens

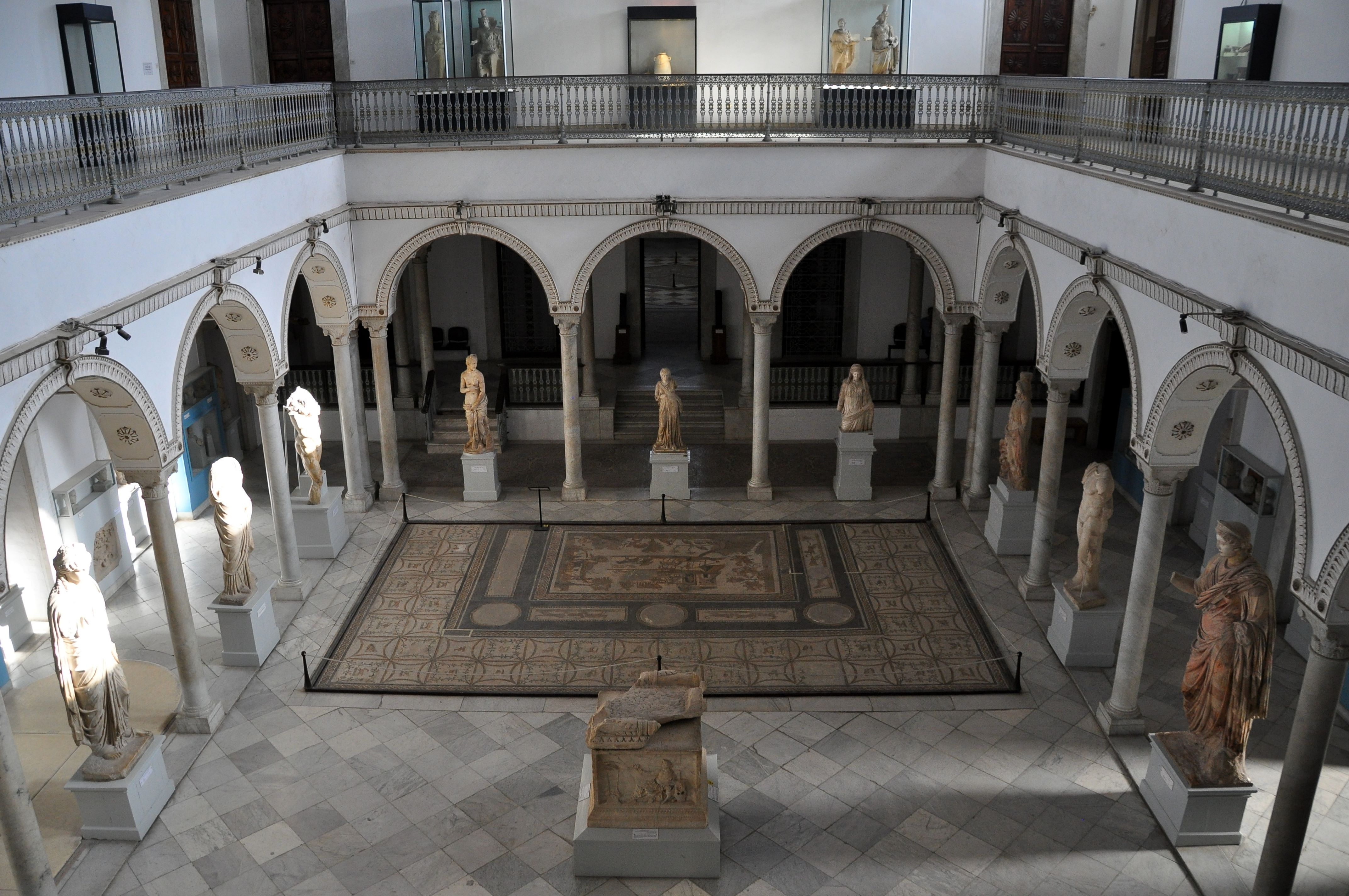
Sala Cartago visto de cima
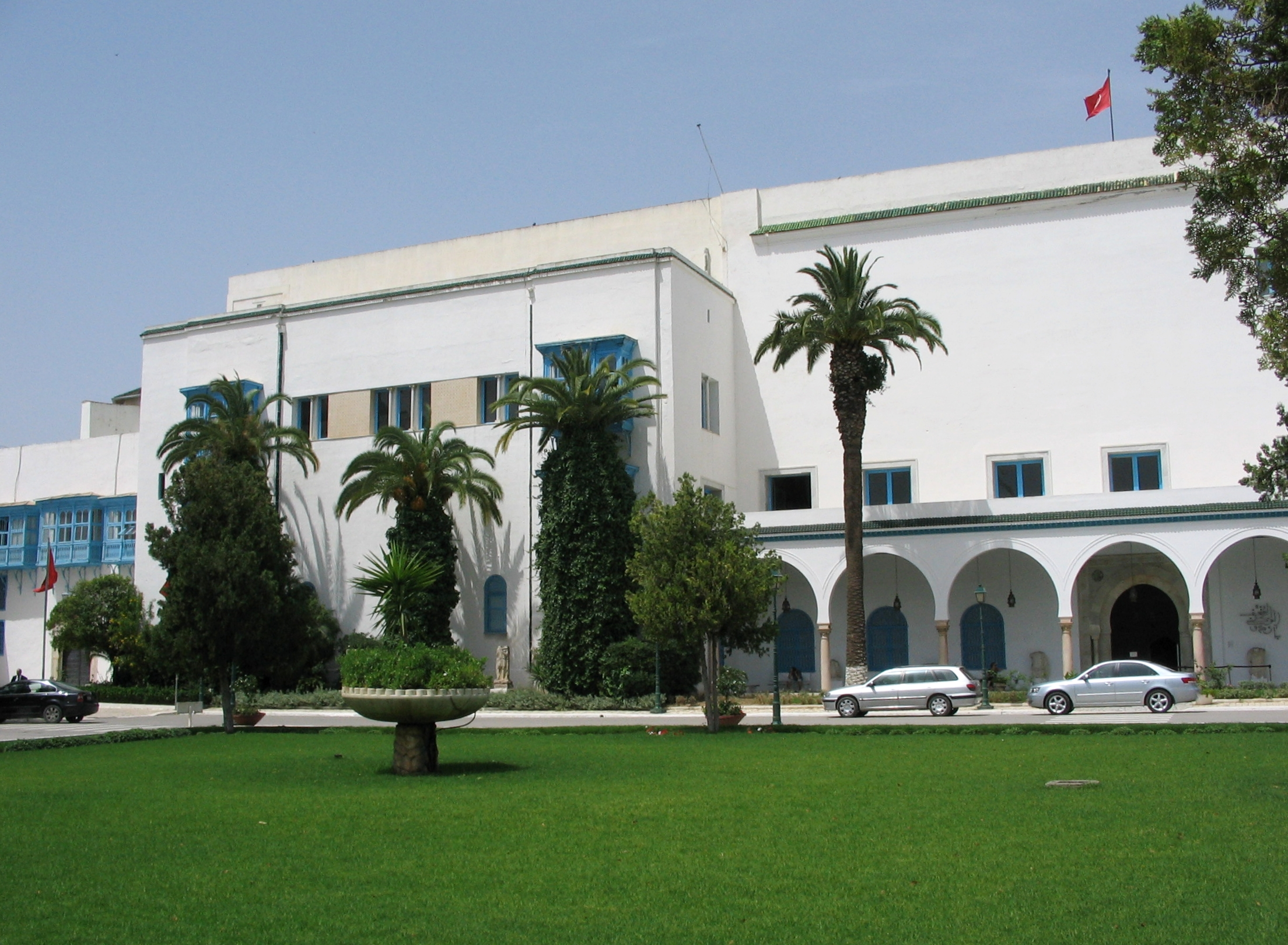
Vista da fachada do museu
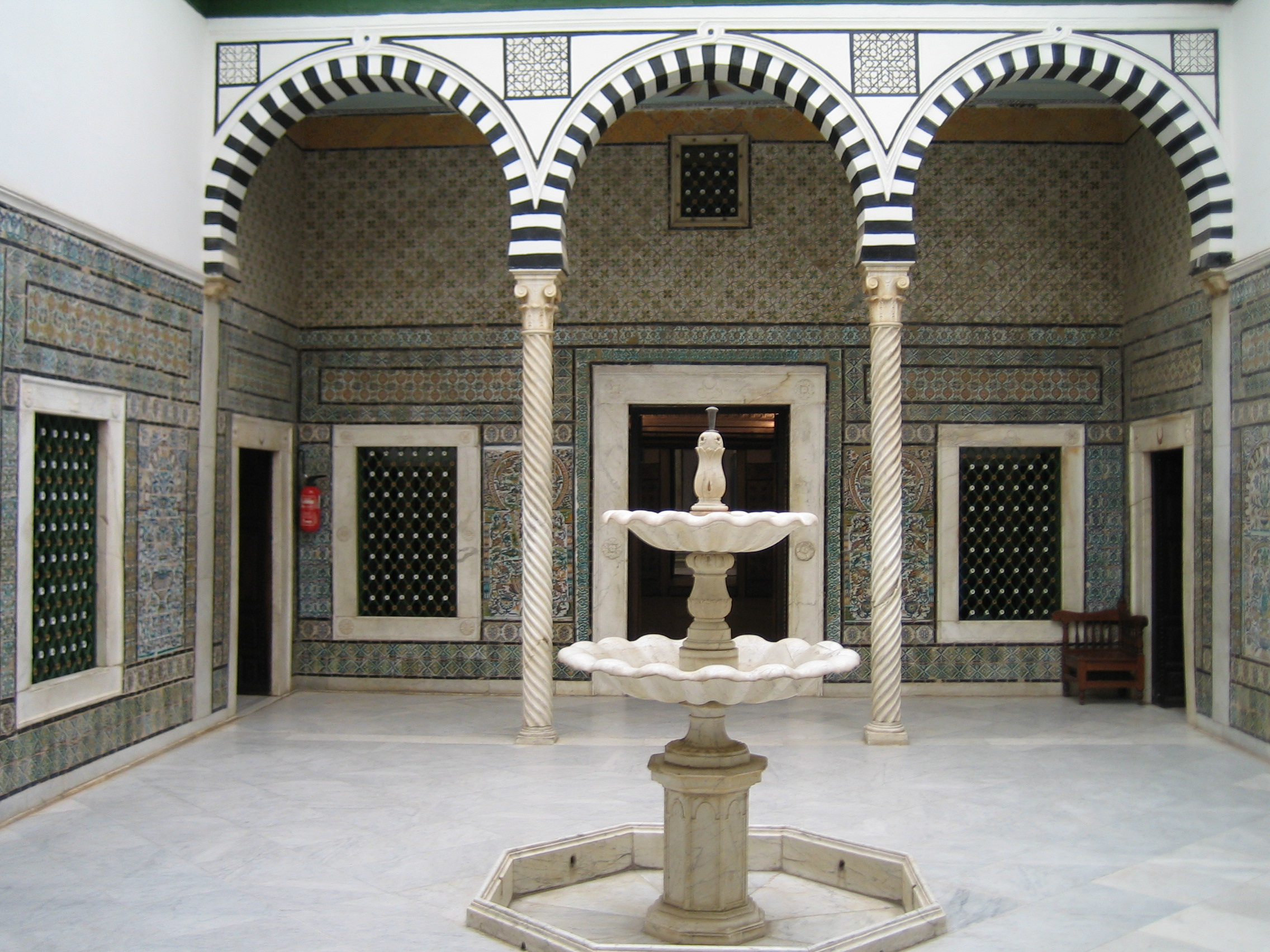
Pátio do museu
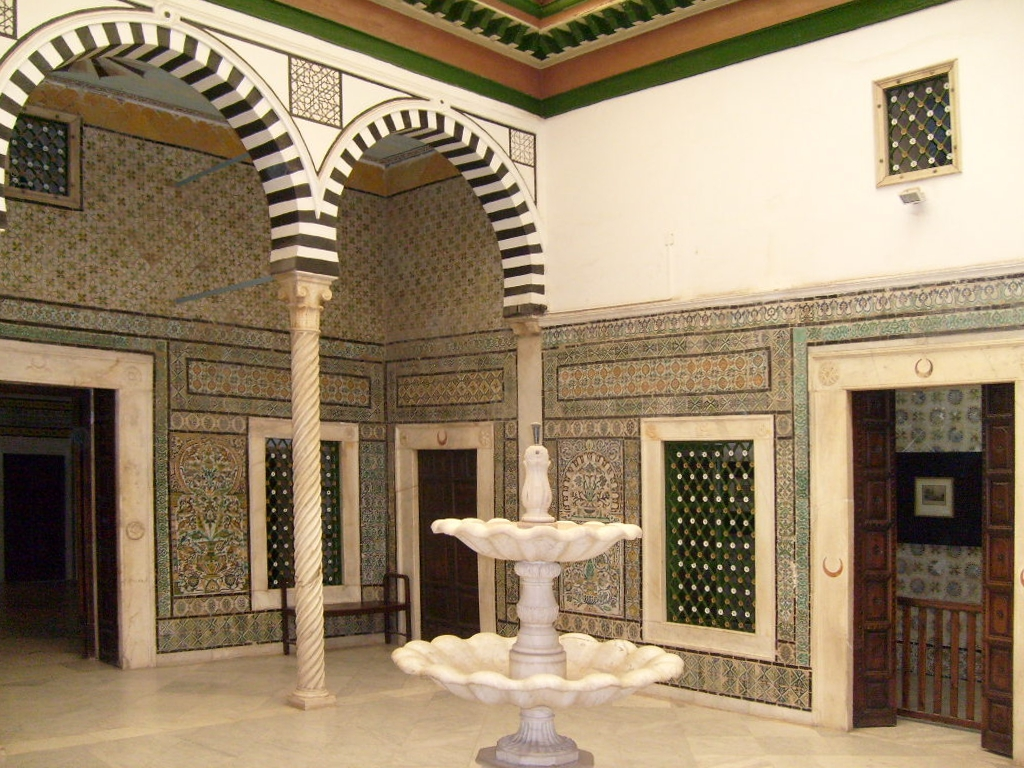
Pátio interior coberto